# オレーク・アントロポフ
オレーク・ペトローヴィチ・アントロポフ（ロシア語: Олег Петрович Антропов、ロシア語ラテン翻字: Oleg Petrovich Antropov、ラトビア語: Oļegs Antropovs、1947年11月5日 - 2023年10月15日）は、ソビエト連邦出身の元バレーボール選手・指導者。FIVB公認インストラクター。内科医でもある。元ソビエト連邦代表。

## 来歴
カザフ・ソビエト社会主義共和国・シムケント出身。
1965年、アルマ・アタ（アルマトイ）のブレヴェストニク・アルマ・アタに入団。欧州チャンピオンカップ（現欧州チャンピオンズリーグ）1969/70および1970/71シーズン連覇、ソ連トップリーグ（現ロシアスーパーリーグ）で1969シーズン優勝に貢献した。
1972年、リガのラジオテクニカ・リガに入団。ゲンナジー・パルシン監督のもと、ヨーロッパ・ウィナーズカップ連覇を含む優勝3回（1973/74・1974/75・1976/77）、ソ連トップリーグで2位が3回に貢献した。また在籍中、1972年からリガ医科大学に入学し1979年卒業、内科医の資格を修得した。
一方代表では、ジュニア時代からナショナルチームに招集されている。1966年、欧州ジュニア選手権優勝。1968年メキシコシティ五輪金メダル、1973年夏季ユニバーシアード優勝、1974年世界選手権2位。
現役引退後の1979年、パルシン率いるラジオテクニカでコーチを始める。同時期にラトビア体育大学に入学し1984年卒業。1988年からソ連ジュニア男子代表監督に就任。1988年欧州ジュニア選手権優勝、1989年世界ジュニア選手権優勝を果たす。
1990年からカタールジュニア男子代表監督、1993年からラトビアのオゾルニェキ男子監督として活躍。1995年からクロアチア・ザグレブのムラドスト・ザグレブ男子監督に就任。同シーズンにはクロアチアリーグおよびカップ二冠。翌シーズン欧州チャンピオンズリーグ3位、クロアチアリーグおよびカップ二冠。
1997年、ロシア男子代表監督に就任。
1998年からスロバキア・ブラチスラヴァのVKPブラチスラヴァ男子監督、在任中スロバキア選手権二連覇。
1999年パルシンと共に来日、Vリーグ・JTサンダーズコーチに就任。2006年、パルシン勇退を機にJTサンダーズ監督に昇格。翌2007年リーグ開幕直前に体調不良により帰国、その間栗生澤淳一が代行を務めた。シーズン終了後勇退。
2023年10月15日に死去。75歳没。

## 所属チーム
選手
- ブレヴェストニク・アルマ・アタ（ロシア語版）（1965-1971年）
- ラジオテクニカ・リガ（ロシア語版）（1972-1978年）

指導者
- ラジオテクニカ・リガ（ロシア語版）（1979-1988年）
- ソビエト連邦代表ジュニア（1988-1989年）
- カタール男子代表ジュニア（1991-1992年）
- VKオゾルニェキ（ポーランド語版）（1992-1995年）
- ムラドスト・ザグレブ（1995-1997年）
- ロシア男子代表（1997年）
- VKPブラチスラヴァ（スロバキア語版）（1998年）
- JTサンダーズ（1999-2008年）